# 왕이런 (배우)
왕이런(중국어: 王怡仁, 병음: Wang Yiren, 영어: Jocelyn Wang, 1980년 6월 13일 ~ )은 타이완의 배우이자 모델이다. 타이완 방송사 TVBS에서 뉴스 캐스터로 활동하기도 했다. 2005년 11월에 뉴스 캐스터를 그만두고 배우로 전향하였으며, 또한 모델 사업도 겸임하게 된다.